# إدوين جوزيف كون
إدوين جوزيف كون (بالإنجليزية: Edwin Joseph Cohn) هو عالم كيمياء حيوية وكيميائي أمريكي، ولد في 17 ديسمبر 1892 في نيويورك في الولايات المتحدة، وتوفي في 1 أكتوبر 1953 في بوسطن في الولايات المتحدة.

## وصلات خارجية
- إدوين جوزيف كون على موقع الموسوعة البريطانية (الإنجليزية)